# 100-річчя першого Курултаю кримськотатарського народу (конверт)
«100-річчя першого Курултаю кримськотатарського народу» — маркований художній конверт, розроблений ПАТ «Укрпошта» спільно з Інститутом геостратегії імені Ісмаїла Гаспринського.

## Історія створення
- Маркований художній конверт, присвячений важливій події в історії кримськотатарського народу — 100-річчю з дня першого Курултаю кримськотатарського народу, національного з'їзду, який розпочав свою роботу в листопаді 1917 року в Ханському палаці (Бахчисарай). Результатом роботи Курултаю було прийняття Конституції Кримської Народної Республіки, в якій визнавалася рівноправність усіх мешканців Криму, незалежно від їх національності, закріплювалася рівноправність жінок, проголошувались основоположні демократичні свободи. Курултай затвердив національний прапор блакитного кольору, національний герб у вигляді золотої тамги кримських ханів та національний гімн.

- Рішення щодо скликання першого Курултаю кримськотатарського народу було прийнято з метою встановлення порядку в Криму та недопущення анархії. Делегати Курултаю виходили з того, що в Криму необхідно забезпечити права всіх мешканців півострова, незалежно від їх національності, віросповідання та політичних поглядів.

## Опис конверта
- На немаркованому художньому конверті на тлі Ханського палацу зображено делегатів кримськотатарського національного з'їзду, національний герб у вигляді золотої тамги кримських ханів, а також Номана Челебіджіхана, який, разом зі своїми однодумцями, доклав величезних зусиль задля скликання першого Курултаю кримськотатарського народу, на якому проголосили утворення першої в історії людства мусульманської демократичної республіки.

- 7 грудня 2017 року на київському головпоштамті відбулось спецпогашення маркованого художнього конверта «100-річчя першого Курултаю кримськотатарського народу».[2]

- Тираж конверта 400 000 примірників.